# Коренков, Иван Алексеевич (Герой Советского Союза)
Иван Алексеевич Коренков (1920—1943) — капитан Рабоче-крестьянской Красной Армии, участник Великой Отечественной войны, Герой Советского Союза (1943).

## Биография
Иван Коренков родился 2 июня 1920 года в селе Любохна (ныне — посёлок в Дятьковском районе Брянской области). Некоторое время учился в стекольно-керамическом техникуме. В 1940 году Коренков был призван на службу в Рабоче-крестьянскую Красную Армию. В 1941 году он окончил Тамбовское пехотное училище. С декабря того же года — на фронтах Великой Отечественной войны. К ноябрю 1943 года капитан Иван Коренков командовал батареей 195-го горно-миномётного полка 18-й армии Северо-Кавказского фронта. Отличился во время Керченско-Эльтигенской операции.
В ночь с 31 октября на 1 ноября 1943 года десант, в составе которого находилась батарея Коренкова, переправился через Керченский пролив и высадился на побережье Керченского полуострова в районе посёлка Эльтиген (ныне — Героевское в черте Керчи). С 1 по 4 ноября батарея отбила более 50 немецких контратак.
Указом Президиума Верховного Совета СССР от 17 ноября 1943 года капитан Иван Коренков был удостоен высокого звания Героя Советского Союза с вручением ордена Ленина и медали «Золотая Звезда».
5 декабря 1943 года Коренков погиб в бою. Похоронен в посёлке Ленино в Крыму.
Был также награждён орденами Отечественной войны 1-й степени и Красной Звезды.